# Maria Serrano Serrano
Maria Serrano Serrano (* 26. November 1973 in Bedmar y Garcíez; † 24. November 2001) war eine spanisch-deutsche Sängerin, Tänzerin, Model und gelernte Krankenschwester. Ihren Durchbruch hatte sie als Mitglied der deutsch-spanisch-niederländischen Eurodance Girlgroup Passion Fruit.
Serrano kam im November 2001 bei einem Flugzeugabsturz (Crossair-Flug 3597) ums Leben. Sie ist die Mutter des deutschen Rappers Jamule.

## Leben
Maria Serrano Serrano kam 1973 in Bedmar y Garcíez in Andalusien zur Welt. Sie hatte spanische Wurzeln, war spanische Staatsbürgerin, lebte aber einen Großteil ihres Lebens in Deutschland.
Am 22. November 1996 brachte sie ihren Sohn Jamal Manuel Issa Serrano in Duisburg zur Welt. Anschließend zog sie erst nach Mülheim an der Ruhr und ein Jahr später nach Essen.

## Karriere
Im Jahr 1999 gründete sie gemeinsam mit Nathaly van het Ende und Debby St. Maarten die Girlgroup Passion Fruit. Am 7. Oktober 1999 veröffentlichte die Band ihre Debütsingle The Rigga-Ding-Dong-Song, die sich für 15 Wochen in den Deutschen Charts hielt und später mit einer Goldenen Schallplatte ausgezeichnet wurde Nach dem Erfolg dieses Songs und des darauffolgenden Albums The Spanglish Love Affair spielte Passion Fruit auf zahlreichen deutschen Musik-Events, unter anderem bei The Dome. Nach der Veröffentlichung der Singles Wonderland, Sun Fun Baby und Bongo Man traten sie unter anderem in TV-Shows wie Chart Attack, Top of the Pops oder dem ZDF Fernsehgarten auf. Am Abend des 24. November 2001 spielte Passion Fruit auf der Coca-Cola Christmas Tour in Leipzig als Vorgruppe der ehemaligen La-Bouche-Sängerin Melanie Thornton.

## Tod
Nach ihrem Auftritt in Leipzig begab sich Serrano gemeinsam mit Nathaly van het Ende, Debby St. Maarten wie auch Melanie Thornton und Teilen ihrer Entourage zum Flughafen Berlin-Tegel, wo sie gemeinsam in den Linienflug Crossair-Flug 3597(LX3597) nach Zürich, Schweiz einstiegen. Das Flugzeug hob um 21:01 Uhr von der Startbahn 26L ab. Um 22:05 Uhr stürzt die fünf Jahre alte Avro RJ-100 während des Landeanflugs auf Zürich-Kloten 4050 m vor der Landebahn 28 in einen Wald. Von den 33 Menschen an Bord starben 24, darunter Maria Serrano Serrano. Die Schweizer Unfalluntersuchungsstelle (BFU) führte den Absturz später auf mehrere Pilotenfehler zurück.